# Krzysztof Ciebiada

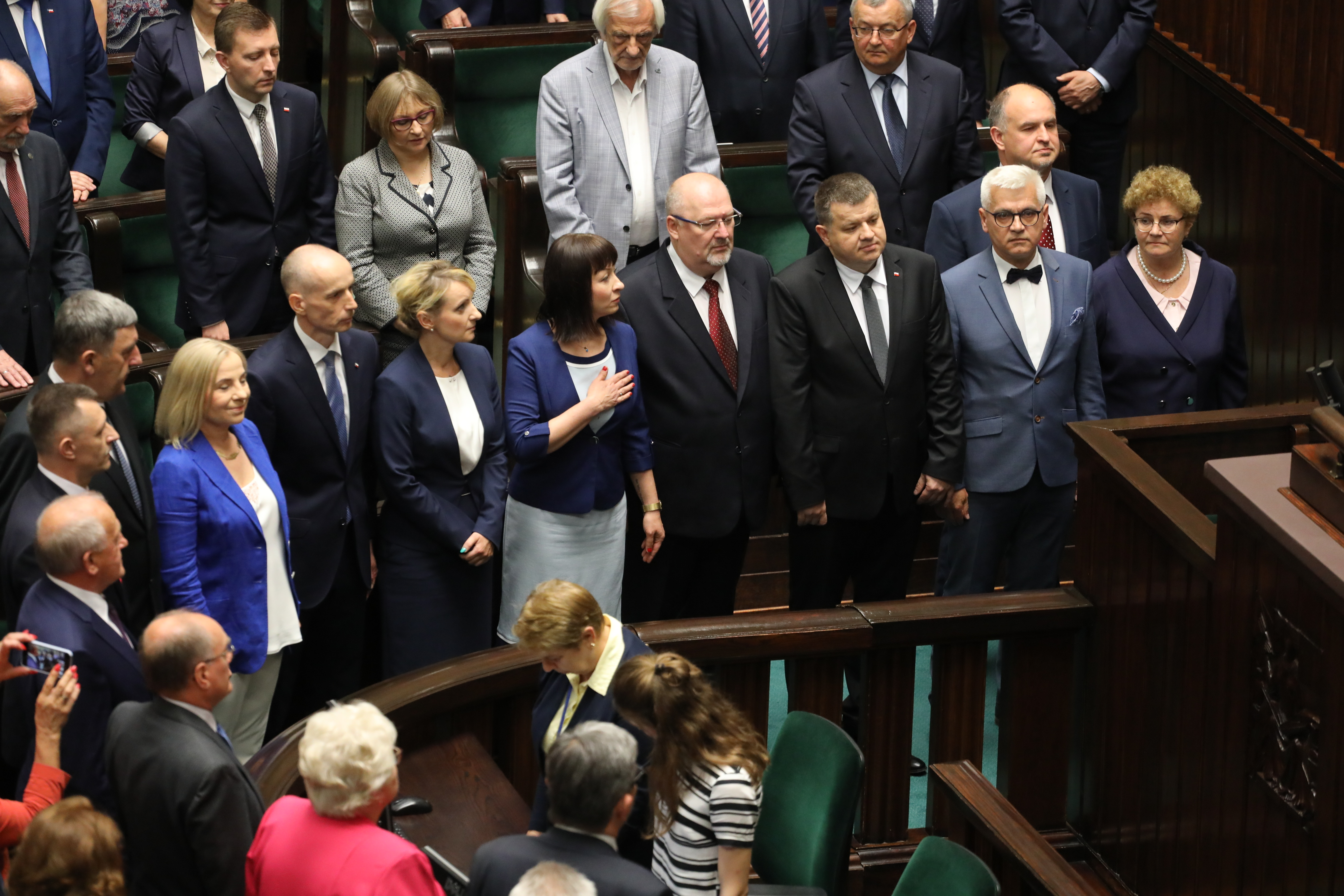
Krzysztof Ciebiada (w pierwszym rzędzie, czwarty od prawej)

Krzysztof Ciebiada (ur. 26 stycznia 1968 w Pabianicach) – polski polityk, samorządowiec i przedsiębiorca, w latach 2015–2019 wiceprzewodniczący sejmiku łódzkiego, w 2019 poseł na Sejm VIII kadencji.

## Życiorys
Ukończył technikum samochodowe. Później zdał egzamin maturalny, a w 2019 na Akademii Polonijnej w Częstochowie ukończył studia licencjackie na kierunku prawo w biznesie. Kwestia nieujawnienia szczegółów jego wykształcenia stała się przedmiotem skargi dziennikarzy do WSA w Łodzi. Prowadził z żoną własne przedsiębiorstwo produkcyjno-usługowe. Od 2014 do 2016 pozostawał wicedyrektorem ds. innowacji w Zakładzie Energetyki Cieplnej w Pabianicach. W 2016 został pracownikiem łódzkiego oddziału PGE (jako koordynator ds. sprzedaży energii samorządom), zasiadł też w radzie programowej Radia Łódź.
W 2008 związał się z Prawem i Sprawiedliwością. Zasiadł w radzie politycznej partii, został członkiem zarządu okręgowego, przewodniczącym struktur w Pabianicach i pełnomocnikiem na powiat łaski. W 2011 kandydował w wyborach do Senatu w okręgu nr 26 – zajął drugie miejsce z poparciem 31,6% głosujących. W 2014 ubiegał się o stanowisko prezydenta Pabianic. Wygrał pierwszą turę, ale w drugiej uzyskał 36,9% poparcia i przegrał z Grzegorzem Mackiewiczem. Zdobył wówczas natomiast mandat radnego sejmiku łódzkiego.
W 2015 bez powodzenia kandydował z siódmego miejsca listy PiS do Sejmu w okręgu sieradzkim. Otrzymał 6381 głosów i zajął dziewiąte miejsce wśród kandydatów swojej partii, której przypadło w tym okręgu siedem miejsc w Sejmie. W listopadzie 2015 został wiceprzewodniczącym sejmiku łódzkiego (w miejsce Joanny Kopcińskiej), zachował tę funkcję w 2018 po uprzedniej reelekcji do tego gremium. W 2019 uzyskał możliwość objęcia mandatu posła w miejsce wybranego do Europarlamentu Witolda Waszczykowskiego, na co wyraził zgodę. Złożył ślubowanie 12 czerwca 2019. W wyborach w tym samym roku nie uzyskał poselskiej reelekcji. W 2023 ponownie bez powodzenia ubiegał się o mandat poselski. W 2024 został wybrany na radnego powiatu pabianickiego.

## Życie prywatne
Zamieszkał w Pabianicach. Żonaty z Dorotą, ma dwie córki.